# Di Gojim
Di Gojim is een Nederlandse muziekgroep die klezmer en Balkanmuziek speelt. In 1988 is de groep opgericht door Jaap Mulder en Tseard Nauta. De naam is afgeleid van het Jiddische woord "goj" wat 'de niet-joden' betekent. De groep kent door de jaren heen  wisselende bezettingen. Tseard Nauta (multi-instrumentalist) verlaat in 2003 de band om zich te richten op andere muzikale activiteiten, zowel binnen Friesland als in heel Nederland. Jaap Mulder (frontman en klarinettist) verlaat de band in 2021. Hij richt in Frankrijk en Nederland een nieuw balkan-klezmer ensemble op, vormt met zijn zonen Mulder & Sons en speelt een solo-voorstelling Yapp's Nickelodeon. 
De groep speelt klezmer, een mengvorm van Joodse muziek, zigeunermuziek en Oost-Europese volksmuziek. Aanvankelijk waren de liedteksten alleen in het Jiddisch, later werd ook in het Nederlands gezongen, evenals in het Engels en Leeuwarder dialect van het Stadfries.  Veel teksten zijn geschreven, vertaald en/of bewerkt door Jaap Mulder. De groep speelt zowel op bruiloften, feesten en partijen als in grote theaters en op internationale festivals. De rechtsvorm is een stichting.
Rond de tijd van het Joodse lichtjesfeest spelen zij geregeld de voorstelling 'Oj Chanouka'. De groep creëerde in de geest van de klezmer een eigen variant.
Op feesten, bruiloften en overige gelegenheden speelt Di Gojim traditionele klezmer. (Leden van) Di Gojim worden ook regelmatig gevraagd om een uitvaart muzikaal te begeleiden. Zo liepen zij bij de begrafenis van de Nederlandse schrijver Harry Mulisch, op 6 november 2010, voor zijn kist uit en begeleidden de musici hem in een rondvaartboot naar zijn laatste rustplaats op Zorgvlied.
De musici spelen onder andere klarinet, altklarinet, es-klarinet, saxofoon, kornet, trompet, trombone, ventieltrombone, tuba, piano, accordeon, cimbaal, mandoline, banjo, viool, trompetviool, contrabas, slagwerk, tapan en tabla.

## Optredens en voorstellingen
- 1990 - Optreden op het Jiddisch Festival in Amsterdam
- 1991 Concerten in Amsterdam, Jiddisch Theater en bij de (her)opening van de synagoge
- Optreden op het Jiddisch festival te Leverkusen. Concert in Berlijn
- In Parijs wordt voor de film 'Neuf Mois' muziek ingespeeld
- 1994 Theaterprogramma 'Noch A Sjoh' in première in De Kleine Komedie te Amsterdam
- 1995 Optreden op het Internationale Klezmer Festival van Sefad (Israel), waarbij Di Gojim wordt uitgeroepen tot beste orkest van het festival
- 1996 Theaterconcert 'Fun Sjtetl Un Sjtets' in première in De Kleine Komedie. Medewerking wordt verleend aan de opening van de synagoge van Aken. Tweede optreden in Sefad (Israel).
- 1997 Optreden samen met zangeres Bente Kahan op het Joods Muziekfestival in Amsterdam en Antwerpen. Een theatertour is het gevolg.
- 1998 Familievoorstelling 'Benja Krik', geïnspireerd op de verhalen van Isaak Babel en de lotgevallen van de muzikale familie Brandwein. Concerten in Hongarije.
- 1999 Programma 'Oostenwind' staat in 120 theaters met muziek op Nederlandstalige teksten van o.a. Ivo de Wijs en Robert Long gecombineerd met Jiddische en Oost-Europese muziek
- 2000 Concerten in Parijs, Boedapest en Antwerpen
- 2001 Muziekvoorstelling 'Ergens' met teksten van Herman Pieter de Boer en klarinettist Jaap Mulder. Concerten in Frankrijk en België.
- 2002 Concerten in Nederland, Frankrijk, Hongarije en België
- 2003 Mede-oprichter Tseard Nauta verlaat de band
- 2003 Programma 'De Muur' in het theater. De familievoorstelling heet 'De Weg Weg'.
- 2004 'De Muur' prolongeert. Concert 'Home' met Bente Kahan. Di Gojim speelt filmmuziek voor de Franse film 'Le tango des Rashevski'.
- 2005-2006 Jubileumvoorstelling '15 Jaar' met nieuwe arrangementen en enscenering
- 2007 Concerten in New York, Berlijn, Barcelona en Wroclaw
- 2008 Familievoorstelling 'World Music Theatre Show' in Madrid, première 'Schuim', wereldmuziektheater
- 2009 Optreden op Ollin Kan-festival in Mexico City en Wroclaw (Polen). Theatervoorstelling 'Roots' over de Joodse wijk van Leeuwarden.
- 2010 Optredens in culturele hoofdstad Istanbul en Wroclaw
- 2011 Optreden festival Furth (Duitsland), wereldpremière Glanzberg Project, theatertour 'Fun fun stuff, Vysotsky'.
- 2012 Ollin Kan-festival Bogota (Colombia)
- 2012-2013 Jubileumvoorstelling 'Ameezing Klezmer Show'
- 2013 Di Gojim verder als kwartet
- 2013-2014 'Klez-Sur-Mer' met Portugees-Angolese gastzangeres Romi Anauel
- 2014 Reprise 'Klez-Sur-Mer'
- 2015 Programma 'Gein - dagboek van een duivelskind' naar verhalen van Isaac Bashevis Singer
- 2016 'Gein' met als gastmuzikanten de oud-bandleden Tseard Nauta, Joris van Beek en Jacob Sijtsma
- 2017 Di Gojim & Friends staan in de theaters met het programma 'Extravaganza'. Concerttour door Roemenië met Hofstads Jeugdorkest.
- 2018 Di Gojim gaat verder met acht muzikanten en de zangeres Alysia van Horik. Jubileumvoorstelling '30 Jaar Klezmer'.
- 2019 Di Gojim beleeft een comeback
- 2020 Vanwege de pandemie is de tournee stilgelegd
- 2021 Vanwege de pandemie zijn vrijwel alle speeldata vervallen
- 2022 Mede-oprichter Jaap Mulder verlaat de band

## Discografie

### Albums
- Klezmer (1990)
- Grine Medine (live-registratie; 1991)
- Noch a Sjoh (1993; vert.: 'Nog een moment')
- Bojbriker Klezmorim (1995)
- Fun Sjtetl un Sjtets (1996)
- Bente Kahan & Di Gojim (1997)
- Oostenwind (1999)
- Ergens... (2001)
- 6 - 5 (Dutch Klezmerband) (2002)
- De Muur (2003)
- Yiddish Blues (2005)
- Moskou-Odessa (2011)

### Single
- 'Mikst Gril' (2008)